# Carolina do Mónaco
Carolina Luísa Margarida (em francês:  Caroline Louise Marguerite Grimaldi; Monaco-Ville, 23 de janeiro de 1957) é uma princesa de Mônaco, filha mais velha do príncipe-soberano Rainier III de Mônaco, e de sua esposa, a atriz estadunidense Grace Kelly. Seu irmão, Alberto II, é o atual príncipe-soberano de Mônaco.
Até 10 de dezembro de 2014, Alberto II não tinha filhos legítimos, e Carolina era, desde a morte de seu pai em abril de 2005, a herdeira presuntiva do trono monegasco, sendo, por tal posição, titulada princesa hereditária do Mônaco, posição que já tinha ocupado por catorze meses entre 1957 e 1958, antes do nascimento de seu irmão. Carolina tem ainda uma irmã mais nova, Stéphanie.
Em 1999, Caroline casou-se com o príncipe Ernesto Augusto de Hanôver, tornando-se a Princesa de Hanôver e Duquesa de Brunsvique-Luneburgo, com o tratamento de Sua Alteza Real. Anteriormente possuía o tratamento de Sua Alteza Sereníssima.

## Educação e juventude
Nascida no Palácio Principesco do Mónaco, Caroline recebeu o seu Baccalauréat em 1974. Ela continuou os seus estudos na Sorbonne, em Paris, onde recebeu um diploma em Filosofia e duas cadeiras secundárias em Psicologia e Biologia. Caroline fala fluentemente cinco línguas: francês, inglês, espanhol, alemão e italiano.
Durante sua juventude, Caroline teve aulas de balé na Escola de Dança Marika Besobrasova, em Monte Carlo, e estudou piano e flauta.

### Morte da mãe
Em 13 de setembro de 1982, aos 52 anos, Grace Kelly sofreu um acidente vascular cerebral enquanto dirigia, em companhia de sua filha mais nova, a princesa Stéphanie de Mônaco. Um dia após o consequente acidente automobilístico, ela viria a morrer no hospital, sem retornar à consciência.[carece de fontes?]

## Casamentos

### Primeiro casamento
O primeiro marido de Caroline foi o banqueiro francês Philippe Junot (nascido em 1940), que conheceu nas noites parisienses. Eles casaram-se em 28 de junho de 1978, contra a vontade dos pais da princesa, e divorciaram-se em 9 de outubro de 1980, um curto período de tempo que tinha sido profetizado pela mãe da noiva, que desaprovava a idade de Junot e sua reputação de playboy.
O vestido de casamento foi desenhado por Christian Dior. Entre os convidados ilustres, estavam Frank Sinatra e Gregory Peck.
Depois do divórcio, foram vários os romances e aventuras com Roberto Ingmar Rossellini (filho da atriz sueca Ingrid Bergman e do cineasta italiano Roberto Rossellini) e Guilhermo Vilas. Somente em 1992, já depois da morte do seu segundo marido, a Igreja Católica declarou a nulidade de seu primeiro casamento.

### Segundo casamento
O seu segundo marido foi o empresário italiano Stefano Casiraghi (1960-1990), um esportista herdeiro de uma grande fortuna. Eles casaram-se no dia 29 de dezembro de 1983 e tiveram três filhos:
- Andrea Casiraghi, nascido em 8 de junho de 1984.
- Charlotte Casiraghi, nascida em 3 de agosto de 1986.
- Pierre Casiraghi, nascido em 5 de setembro de 1987.

Stefano morreu em 3 de outubro de 1990 em um acidente durante uma corrida de barcos. Após a sua morte, a princesa entrou em uma depressão que durou muitos anos.

### Terceiro casamento
O seu terceiro e atual marido é o príncipe Ernesto Augusto V, chefe da Casa de Hanôver. Os príncipes se apaixonaram em 1998 e tiveram um caso amoroso, enquanto Ernesto estava casado com a sua primeira esposa, Chantal Hochuli. Depois do divórcio do príncipe de Hanôver, eles casaram no dia 23 de janeiro de 1999. Seis meses depois da cerimônia, nasceu uma filha, a princesa Alexandra de Hanôver.

#### "Princesa de Hanôver"

O brasão de armas da Casa de Hanôver.

Após a Primeira Guerra Mundial (1914-1918), com a proclamação da República de Weimar e fim do Império Alemão, os títulos da família de seu terceiro marido foram abolidos, juntamente com todos os outros títulos reais e nobiliárquicos alemães. Portanto, "Princesa de Mônaco" é o seu único título indisputado.
Além disso, o Reino de Hanôver (1814-1866) não existe desde que foi anexado pelo Reino da Prússia durante a Guerra Austro-Prussiana de 1886. Seu marido Ernesto é, entretanto, autorizado pela lei germânica a usar "príncipe de Hanôver" como seu sobrenome; assim, a princesa, da mesma maneira, pode chamar-se "princesa de Hanôver".
O principado de Mônaco reconhece tal título real alemão, bem como o tratamento de Sua Alteza Real.
Ironicamente, Caroline e Ernesto detêm altas posições dentro de suas famílias: ele é o chefe da Casa de Hanôver e, se o reino voltasse a existir, seria conhecido como rei Ernesto Augusto V de Hanôver; Caroline era em finais de 2014 a terceira na linha de sucessão ao trono de Mônaco.

## Defesa de privacidade
No dia 24 de junho de 2004, a princesa Caroline conseguiu que o Tribunal Europeu dos Direitos Humanos condenasse a imprensa alemã por não respeitar seu direito a uma vida privada. Os sete juízes que examinaram o seu requerimento decidiram que as jurisdições alemãs deverão proibir qualquer publicação de fotografias retratando Caroline em cenas de sua vida diária. Esse caso foi usado como base substancial na obra do jurista brasileiro Marcelo Neves e sua tese de transconstitucionalismo.

## Tratamentos e títulos em ordem cronológica
- Sua Alteza Sereníssima a Princesa Hereditária do Mónaco (1957-1958)
- Sua Alteza Sereníssima a Princesa Carolina do Mónaco (1958-1999)
- Sua Alteza Real a Princesa de Hanôver, Duquesa de Brunsvique-Luneburgo, Princesa do Mónaco (1999-2005)
- Sua Alteza Real a Princesa de Hanôver, Duquesa de Brunsvique-Luneburgo, Princesa Hereditária do Mónaco (2005-2014)
- Sua Alteza Real a Princesa de Hanôver, Duquesa de Brunsvique-Luneburgo, Princesa do Mónaco (desde 2014)

## Condecorações
| Insígnia | País   | Honra                                 | Data                  |
| -------- | ------ | ------------------------------------- | --------------------- |
|          | Brasil | Grande Oficial da Ordem de Rio Branco | 1 de dezembro de 2022 |